# La cavallerizza
La cavallerizza (in russo Всадница?, Vsadnica) è un dipinto dell'artista russo Karl Pavlovič Brjullov, realizzato nel 1832. Attualmente si trova alla galleria Tret'jakov di Mosca.
Il quadro fu creato a Milano su richiesta della contessa Julija Pavlovna Samojlova. Sempre nel 1832, la tela venne esposta all'Accademia di belle arti di Brera di Milano, dove venne molto apprezzata dal pubblico e dai critici. Nei loro commentari, gli italiani compararono Brjullov a Pietro Paolo Rubens e Antoon van Dyck e scrissero che non mai avuto l'occasione di vedere "un ritratto equestre concepito ed eseguito con tale arte".
Dopo ciò, la tela restò nella collezione di Julija Samojlova e per quasi quarant'anni non se ne sentì più parlare. Nel 1872, tre anni prima della morte di Samojlova, oramai in bancarotta, si organizzò un'asta dei suoi beni a Parigi. La cavallerizza fu comperata da uno dei banditori all'asta e in seguito finì a San Pietroburgo, dove venne acquistata da Pavel Tret'jakov nel 1893. Per molto tempo era creduto che il dipinto fosse un ritratto della stessa Julija Samojlova. In seguito, gli storici dell'arte giunsero alla conclusione che l'amazzone fosse il ritratto di Giovannina Samojlova. Quanto alla bambina, si trattava di Amacilia, la figlia del compositore Giovanni Pacini e figlia adottiva di Samojlova.
La critica d'arte Ol'ga Ljaskovskaja scrisse che la creazione della Cavallerizza fu "un passo in avanti importante nella successo dei nuovi obiettivi posti dall'artista". Secondo la storica dell'arte Magdalina Rakova, La cavallerizza è "un esempio tipico di un'immagine ritrattistica", nella quale tutto "è concepito come l'apoteosi della bellezza e della gioventù allegra, come la serenità della sensazione della vita, e tutto è racchiuso in due personaggi: una giovane amazzone e una bimba piccola".

## Storia
Dopo aver conseguito il diploma all'Accademia Imperiale di Belle Arti nel 1821 e aver ricevuto la gran medaglia d'oro, nel 1822 Karl Pavlovič Brjullov fece un viaggio all'estero con il fratello architetto Aleksandr Pavlovič Brjullov. I due godevano dello status di pensionati della società imperiale di incoraggiamento alle belle arti e in primo luogo visitarono la Germania, dopodiché giunsero in Italia nel 1823, dove si stabilirono a Roma.
Nei primi anni del suo soggiorno in Italia, Karl Brjullov realizzò delle scene di genere della vita italiana, creando delle tele come Mattino italiano (1823), Mezzogiorno italiano (1827) e Fanciulla che coglie l’uva nei dintorni di Napoli (1827). Dal 1825 al 1828, su richiesta dell'ambasciata russa a Roma, lavorò a una copia dell'opera La scuola di Atene di Raffaello Sanzio. Nel 1827, Karl Brjullov visitò gli scavi di Pompei, dove gli venne l'idea di dipingere un quadro dedicato alla catastrofe sofferta da questa città. A partire dal 1827 lavorò a dei bozzetti e studi, e nel 1830 cominciò a creare la versione finale della grande tela con figure multiple, Gli ultimi giorni di Pompei, il cui lavoro continuò fino al 1833.

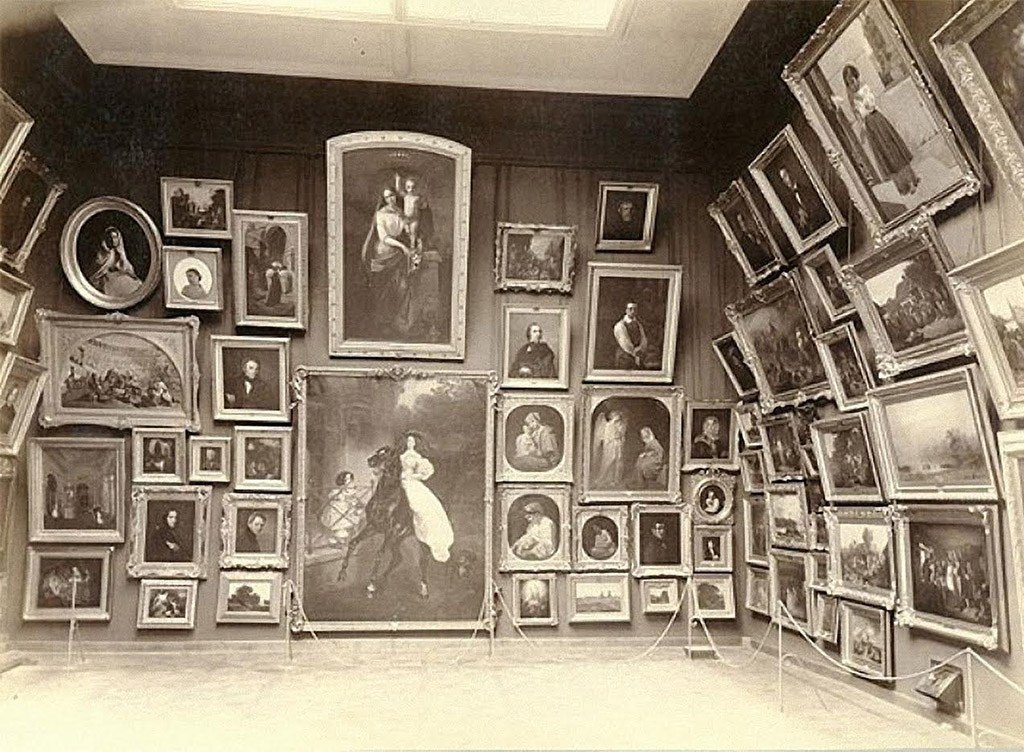
La cavallerizza e altri dipinti esposti alla Galleria Tret'jakov (foto di Karl Fischer, 1898).

Nel 1827, a Roma, Brjullov conobbe la contessa Julija Samojlova al salone d'arte della principessa Zinaida Aleksandrovna Volkonskaja. In seguito, Samojlova e Brjullov rimasero legati per molti anni da un'amicizia molto stretta. Fu per commissione della Samojlova che venne realizzata La cavallerizza: Brjullov la dipinse a Milano nel 1832, quando stava già lavorando agli Ultimi giorni di Pompei. Quello stesso anno, La cavallerizza venne esposta all'Accademia di Brera milanese. La tela suscitò un grande interesse e molte furono le recensioni che furono ricompilate e tradotte dall'artista Michail Železnov, uno studente del Brjullov nonché il suo primo biografo. Nelle loro recensioni, gli italiani compararono l'autore russo a Rubens e Van Dyck. Lo scrittore e periodista Defendente Sacchi definì Brjullov "un pittore brillante" e affermò di non aver mai visto un ritratto equestre concepito ed eseguito con una maniera tale. Il poeta Felice Romani scrisse: "Quello che ammiriamo certamente in questo lavoro, che è veramente nuovo per noi in termini di genere e trama, sono la libertà, il coraggio e la facilità della sua interpretazione".

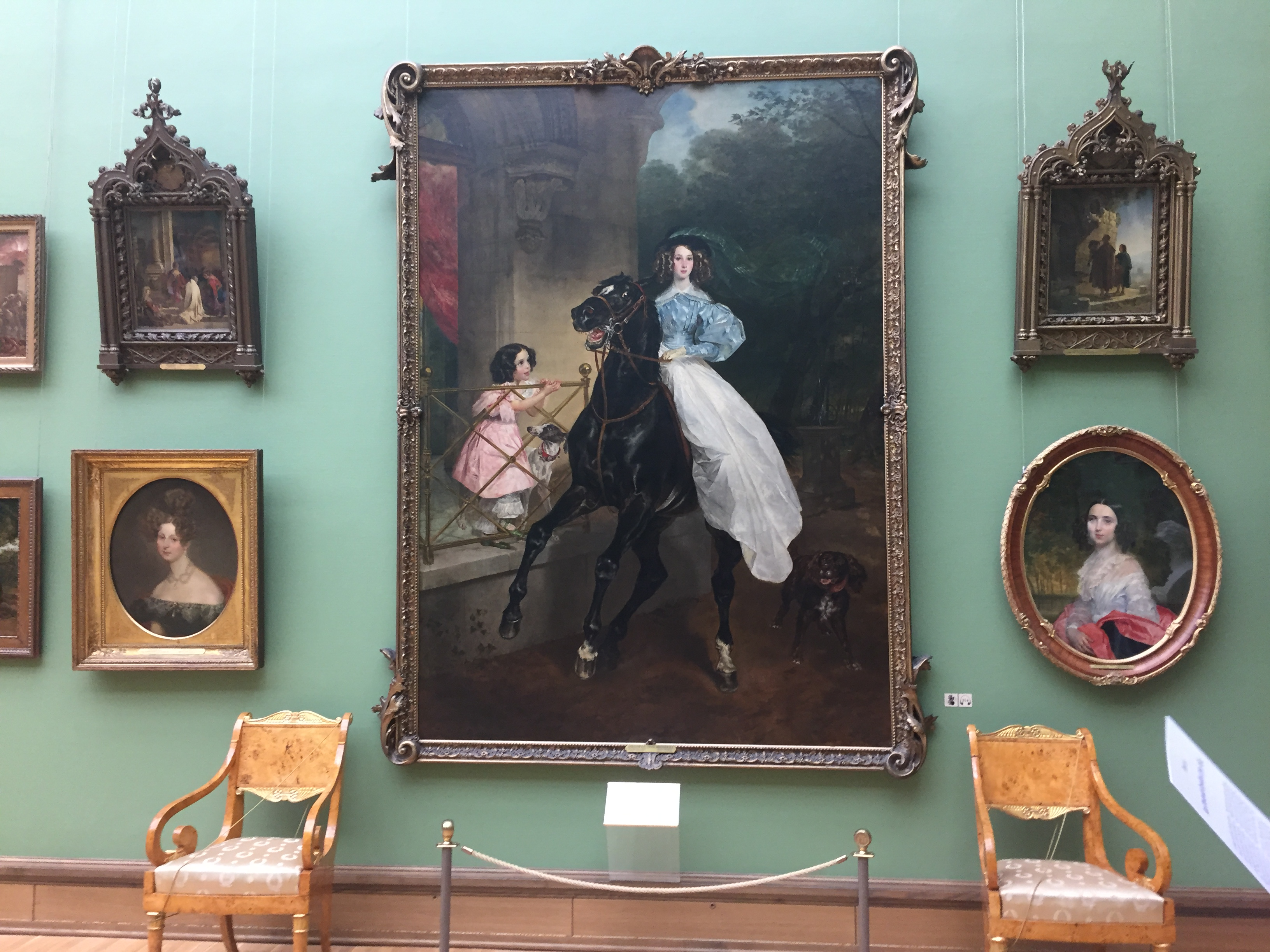
L'opera nella galleria moscovita.

In seguito, la tela si trovava nella collezione della contessa Samojlova. A quanto pare, adornava l'interno della sua villa italiana, e alcuni contemporanei (in particolare il poeta Vasilij Žukovskij) informano che doveva trovarsi nel soggiorno. Per quasi quarant'anni non si seppe nulla sul dipinto. La menzione successiva risale al 1872, quando a Parigi, tre anni prima della morte della Samojlova, si organizzò la vendita della sua proprietà. Nell'asta, La cavallerizza venne acquistata dall'agente Jules-Philippe Duloup, che, oltre alla tela di Brjullov, comprò anche un'opera di Vladimir Borovikovskij. Si diceva che egli l'avesse preso su richiesta di Pavel Michajlovič Tret'jakov; alcune fonti citano il testo di un foglio ricevuto da Tret'jakov da uno sconosciuto, che recita: "L'altro giorno sono arrivato da Parigi. Nel partire, ero all'asta della contessa Samojlova, dove Doulop avrebbe comprato per lei due dipinti: un Brjullov per 4050 franchi e Borovikovskij per 3400 franchi." Nel 1893, il quadro fu acquistato dalla galleria Tret'jakov attraverso la Società pietroburghese, per 2000 rubli. Da allora, la tela rimase nella collezione del museo moscovita. Agli inizi del ventunesimo secolo, il quadro venne esposto nella sala 9 dell'edificio principale del museo.

## Descrizione

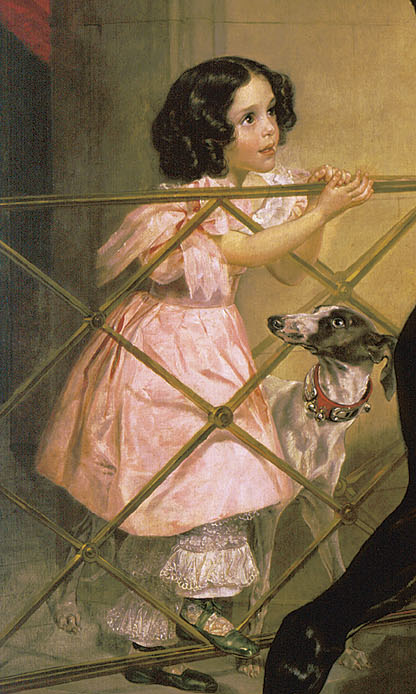
Un dettaglio della bambina.

Il ritratto fu realizzato dall'artista come una scena di genere. Una giovane che cavalca un cavallo nero, dopo una passeggiata mattutina, arriva presso la terrazza aperta di una villa grande. Una bambina vestita elegantemente, che è uscita correndo dalla casa per incontrarsi con l'amica più matura, la guarda con ammirazione, aggrappandosi alla ringhiera metallica della terrazza. Un cane peloso abbaia, volteggiando sotto ai piedi del cavallo. L'emozione del tema risalta il paesaggio con gli alberi inclinati dal vanto e le nubi nel cielo.

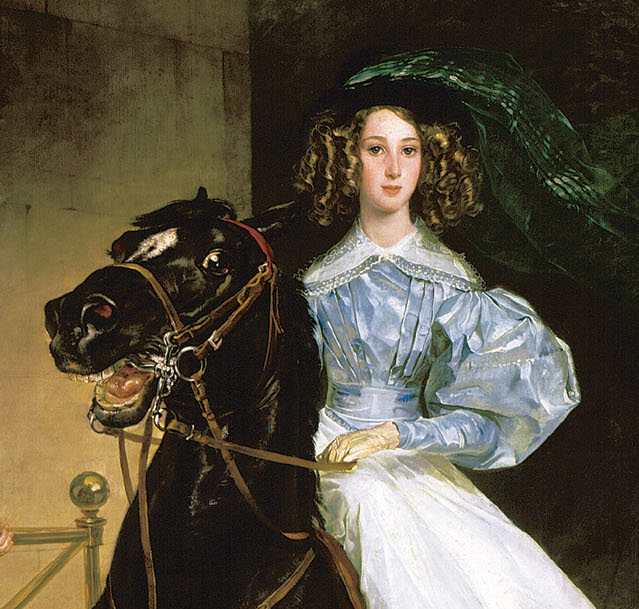
Un dettaglio della cavallerizza.

La cavallerizza è rappresentata dall'artista come una giovane bella, mentre il cavallo funge da "piedistallo per la sua beltà". Un velo lungo e ricurvo crea una specie di alone attorno la testa della giovane. La cavallerizza indossa un abito elegante e alla moda, progettato per l'equitazione. Questo include una gonna lunga e bianca come la neve e una camicia di seta blu, le cui maniche sono strette negli avambracci, e rigonfie dal gomito. La vita fragile della ragazza si stringe come un corpetto. Un copricapo scuro risalta "la tenerezza morbida di una faccia rubiconda, i ricci elastici e biondi e gli occhi blu radiosi".
La bimba dai capelli neri sulla terrazza indossa un abito rosa, dei pantaloni di pizzo e delle scarpe verdi. Le sue labbra si separano con ammirazione, i suoi occhi marroni sono pieni di emozione e il gesto delle sue mani assomiglia a un applauso. Accanto alla bimba si trova un levriero italiano: in Italia, questi cani venivano considerati "un attributo indispensabile delle famiglie aristocratiche ricche".
Il cavallo nero rappresentato nel dipinto fu ammirato dai visitatori della mostra del 1832. Uno dei critici scrisse questo: "Anche se si potrebbe pensare che il dipinto fosse destinato a preservare i lineamenti delle bambine in un'età tanto giovane, che cambiano così velocemente, il cavallo, che occupa la maggior parte dello spazio del quadro, attrae quasi esclusivamente l'attenzione del pubblico, e forse non oserebbe dire che il pittore l'abbia preferito a tutto il resto e abbia concentrato le sue conoscenze e lo sforzo in esso". Si suppone che il cavallo appartenesse alla razza russa dei "cavalli di Orlovskaja", allevata nella scuderia equestre dal conte Aleksej Orlov-Česmenskij. C'è un contrasto tra la foga del destriero e la calma della padrona.